# Олексина
Олексина  — ландшафтний заказник місцевого значення. Об'єкт розташований на території Костянтинівського району Донецької області, на території Новодмитрівської сільської ради.
Площа — 137 га, статус отриманий у 2018 році.
Балка, що схиляється до притоки річки Кривий Торець вкрита степовою рослинністю з відслоєннями закамянілих дерев.